# Morro da Viúva
Morro da Viúva é um morro localizado no bairro do Flamengo, no Rio de Janeiro. Juntamente com o Morro do Pasmado na outra extremidade, ele delimita a enseada que separa a Praia de Botafogo da Praia do Flamengo. Trata-se de um morro pequeno e muito rochoso. Antigamente suas encostas chegavam ao mar.
Morro da Viúva só passou a ser assim denominado em 1753, depois que se tornou propriedade da viúva de Joaquim Figueiredo Pessoa de Barros. Antes, ele era conhecido por Morro do Léry ou Morro do Leryfe, já que Jean de Léry morava nas imediações deste Morro.
No alto do Morro, segundo historiadores, ainda se encontram vestígios de um forte que aí foi levantado, em 1863, para defesa da Praia do Flamengo e da Enseada de Botafogo.
O contorno pela orla marítima, acompanhando o Morro da Viúva, só foi realizado em 1922, na administração do prefeito Carlos Sampaio, surgindo, então, a Avenida Rui Barbosa.